# Mosteiro de Jakismani

Mosteiro de Jakismani

O mosteiro de Jakismani (em georgiano:  ჯაყისმანის მონასტერი, jak'ismanis monasteri, também escrito Jaqismani) é uma igreja monástica medieval na Geórgia, a cerca de 20 km a sudoeste da cidade de Vale, no município de Akhaltsikhe, na região de Mesquécia-Javaquécia. Foi repovoada pelos monges em 2010. O nome "Jakismani" é uma corrupção do georgiano "Jakisubani" (ჯაყისუბანი), "um distrito de Jaki".

## Localização
O Mosteiro Jakismani está localizado na província histórica de Samtskhe, na fronteira entre a Geórgia e a Turquia. É acessível através de uma estrada maltrapilha logo após atravessar o posto de controle na fronteira. 

## Arquitetura
O mosteiro consiste de uma igreja principal, duas pequenas capelas (uma delas possivelmente um pastoforio, isto é, uma câmara próxima à abside), e uma nartex arruinada. 
A igreja principal é um projeto requintado da igreja-salão, que data do século IX ou X, e estilisticamente se assemelha às características das igrejas de Javaquécia e Tao-Clarjécia. Perto do mosteiro, no vale de Potskhovi, estão as ruínas identificadas com o castelo medieval Jaki, uma posse da dinastia Jaqeli.
Em 2006, o mosteiro de Jakismani foi inscrito na lista de monumentos culturais de importância nacional na Geórgia.